# ديرك بولت
ديرك بولت (بالهولندية: Dirk Bolt؛ بالإنجليزية: Dirk Bolt) هو مهندس معماري هولندي وأسترالي، ولد في 1930 في خرونينغن في هولندا.